# Erdenedzú
Erdenedzú (Erdene dzú, Erdeni dzú, Эрдэнэ Зуу) je buddhistický klášter v Mongolsku, první buddhistický klášter vybudovaný na území Chalchy, vznikl na základech dávného města Karakorum. Stavbu zahájil v letech 1585/1586 chán Abataj, poté co se setkal s 3. dalailámou Sönamem Gjamccho. V klášteře se zprvu praktikoval buddhismus skety Sakjapa, později však i zde převládla sekta Gelugpa. Centrum buddhismu v severním Mongolsku se později přesunulo do Ich Chüre, sídla bogdgegéna, přesto se těšil Erdenedzú značné úctě jako první z klášterů. Za dobu své existence byl několikrát přestaven, během stalinského teroru v první polovině 20. století byl téměř zničen. Poškozený klášter od roku 1947 sloužil jako muzeum a od 90. let byla obnovena jeho funkce náboženská a částečně byl rekonstruován. Je součástí oblasti chráněné UNESCO, Kulturní krajina údolí Orchonu (Orchonské údolí).

## Dějiny
Vůdce chalchských Mongolů Abtaj po setkání s 3. dalajlámou prohlásil tibetský buddhismus za náboženství svého státu a první klášter založil Erdenedzú v roce 1585. Stavební kámen byl použit z ruin zaniklého města Karakorum. Při stavbě se zřejmě plánovala postavit obvodové zdi odkazující k buddhistickému růženci se sto osmi stúpami, nicméně tento plán nejspíše nikdy nebyl dokončen. Klášterní zdi byly malovány a střechy v čínském stylu byly pokryty zelenými taškami.
Klášterní komplex byl poškozen v roce 1688 při bojích mezi Džúngary a Chalchy. Poté místní poškodili dřevěné opevnění, které si rozebrali. V následujícím století byl klášterní komplex rekonstruován, v roce 1872 obsahoval šedesát dva chrámů a při plném osazení mohl pojmout až 1000 mnichů.

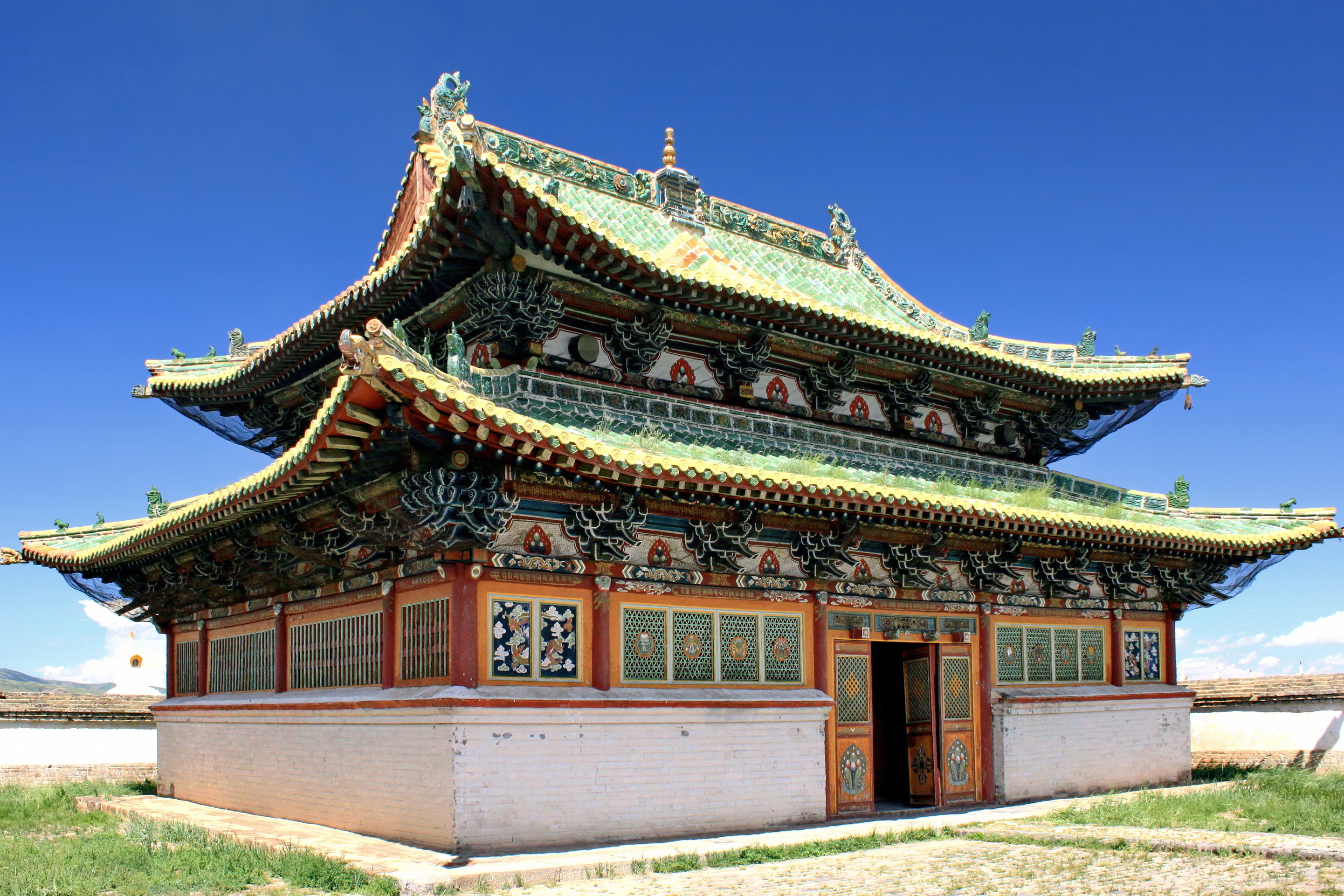
Východní chrám po obnově

Rána pro klášter přišla v roce 1939, kdy komunistický vůdce Chorlogín Čojbalsan v rámci čistky nařídil ničení buddhistických chrámů, což se dotklo i Erdenedzú, který na rozdíl od dalších nebyl srovnán se zemí celý. V roce 1944 na nátlak Stalina došlo k zastavení demolice, aby bylo možné demonstrovat svobodu náboženství v komunistickém Mongolsku pro zahraniční návštěvy. Díky tomu byl uchráněn zbytek kláštera (dále například klášter Gandan v Ulánbátaru). V roce 1947 byly zbytky kláštera přeměněny na muzeum. K obnovování dochází od pádu komunismu v 90. letech.